# 一天 (韓國電影)
《一天》（韓語：하루）是一部2017年上映的韓國驚悚懸疑片，由電影《洪吉童的后裔》《殺人漫畫》的副導演趙善浩執導，金明民、卞約漢、劉在明主演。影片讲述為一名外科醫生與醫護人員為了拯救至親，而必須與時間賽跑的故事。

## 演員陣容

### 主要人物
- 金明民 饰演 金俊英
- 卞約漢 饰演 李民哲
- 劉在明 饰演 李江植

### 其他人物
- 趙恩亨 饰演 金恩靜
- 申惠善 饰演 美京
- 林智圭 饰演 容善
- 金彩嬿 饰演 熙珠
- 张大雄 饰演 东洙
- 刘成安 饰演 金警卫
- 金艺俊 饰演 李一天
- 李裕夏 饰演 空姐
- 韩熙贞 饰演 锡勋的母亲
- 朴旻洙 饰演 锡勋
- 高尚镐 饰演 记者
- 崔恩善 饰演 记者
- 南慶敏 饰演 收费站职员
- 尹正路 饰演 十字路口路人
- 李度烨 饰演 救援队队长
- 金英成 饰演 卡车司机
- 张仁浩 饰演 别墅男子
- 李柱汉 饰演 警察
- 车成济 饰演 容善的家人

## 獎項榮譽
| 年份   | 颁奖礼                     | 奖项                       | 入围者   | 结果 | 参考 |
| ------ | -------------------------- | -------------------------- | -------- | ---- | ---- |
| 2017年 | 加拿大奇幻電影節           | 观众奖 最佳亚洲长片        | 《一天》 | 铜奖 |      |
| 2018年 | 第38屆葡萄牙國際奇幻電影節 | 國際奇幻單元評審團特別提及 | 《一天》 | 獲獎 |      |

## 外部連結
- Daum上《一天》的資料

- 韩国电影数据库（KMDb）上《一天》的資料
- 互联网电影数据库（IMDb）上《一天》的资料（英文）
- 《一天》在HanCinema的页面（英文）
- 豆瓣电影上《一天》的資料 （简体中文）
- Box Office Mojo上《一天》的资料（英文）